# منتخب مالي لكرة القدم للسيدات
منتخب مالي الوطني لكرة القدم للسيدات (بالفرنسية: Équipe du Mali féminine de football)‏ هو ممثل مالي الرسمي في المنافسات الدولية في كرة القدم للسيدات، يديريه اتحاد مالي لكرة القدم.